# Добешовиці (Сілезьке воєводство)
Добешовиці (пол. Dobieszowice) — село в Польщі, у гміні Бобровники Бендзинського повіту Сілезького воєводства.
Населення — 1963 особи (2011).
У 1975-1998 роках село належало до Катовицького воєводства.

## Демографія
Демографічна структура станом на 31 березня 2011 року:
|          | Загалом | Допрацездатний вік | Працездатний вік | Постпрацездатний вік |
| -------- | ------- | ------------------ | ---------------- | -------------------- |
| Чоловіки | 927     | 157                | 633              | 137                  |
| Жінки    | 1036    | 155                | 582              | 299                  |
| Разом    | 1963    | 312                | 1215             | 436                  |